# BYD Song
O BYD Song (chinês: 宋, nomeado após a dinastia Song) é uma série de crossovers (CUV) de porte médio (segmento C) desenvolvidos pela BYD Auto. Além da minivan média Song Max completamente diferente, há três crossovers médios na linha Song, vendidos simultaneamente: o Song original de 1ª geração renomeado como Song classic, o ligeiramente maior Song Pro e o ainda mais sofisticado Song Plus. Seu concorrente mundial é o Luxgen U6.

## Primeira geração (2015–2019)
A primeira geração do BYD Song começou como BYD S3 antes da marca lançar os veículos da linha "Dynasty". O Song foi lançado mais tarde com um facelift sutil e, posteriormente, um segundo facelift atualizando o BYD Song com a nova linguagem de design "Dragon Face" ("rosto de dragão" em tradução livre).

### BYD S3
O BYD S3 é um crossover médio que estreou no Shanghai Auto Show em abril de 2015. Ele foi posicionado abaixo do crossover BYD S6 de porte grande e é a primeira entrada da BYD no mercado de crossovers médios. Os planos iniciais eram semelhantes ao sedã médio BYD F3 movido a gasolina e ao crossover grande BYD S6, que gerou as variantes híbridas BYD Qin e BYD Tang usando o sistema de nomenclatura da dinastia chinesa. No entanto, mais tarde, o BYD S3 foi nomeado simplesmente como BYD Song para todas as variantes, incluindo a versão com motor de combustão interna (ICE), versão híbrida plug-in e versões elétricas.

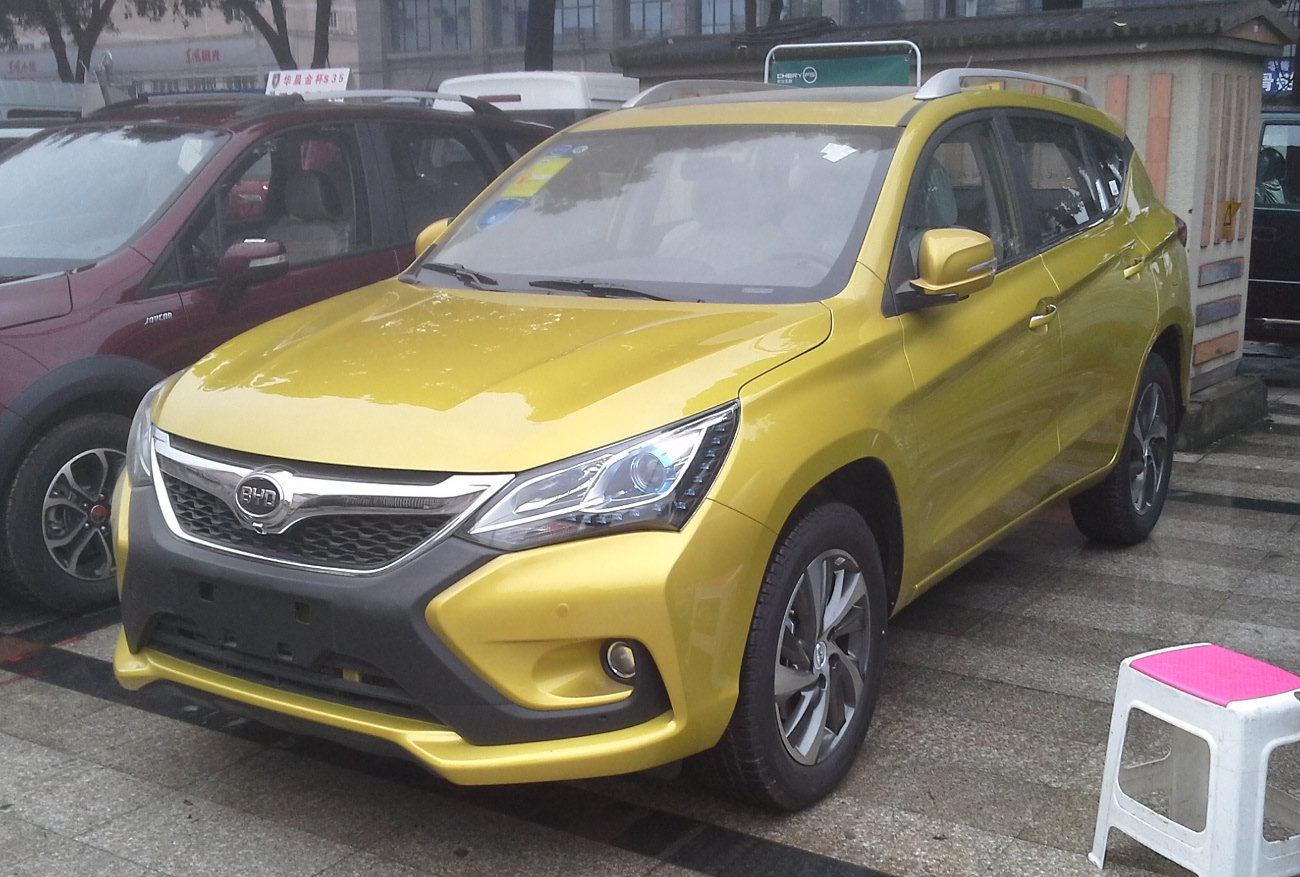
Visão frontal do BYD S3
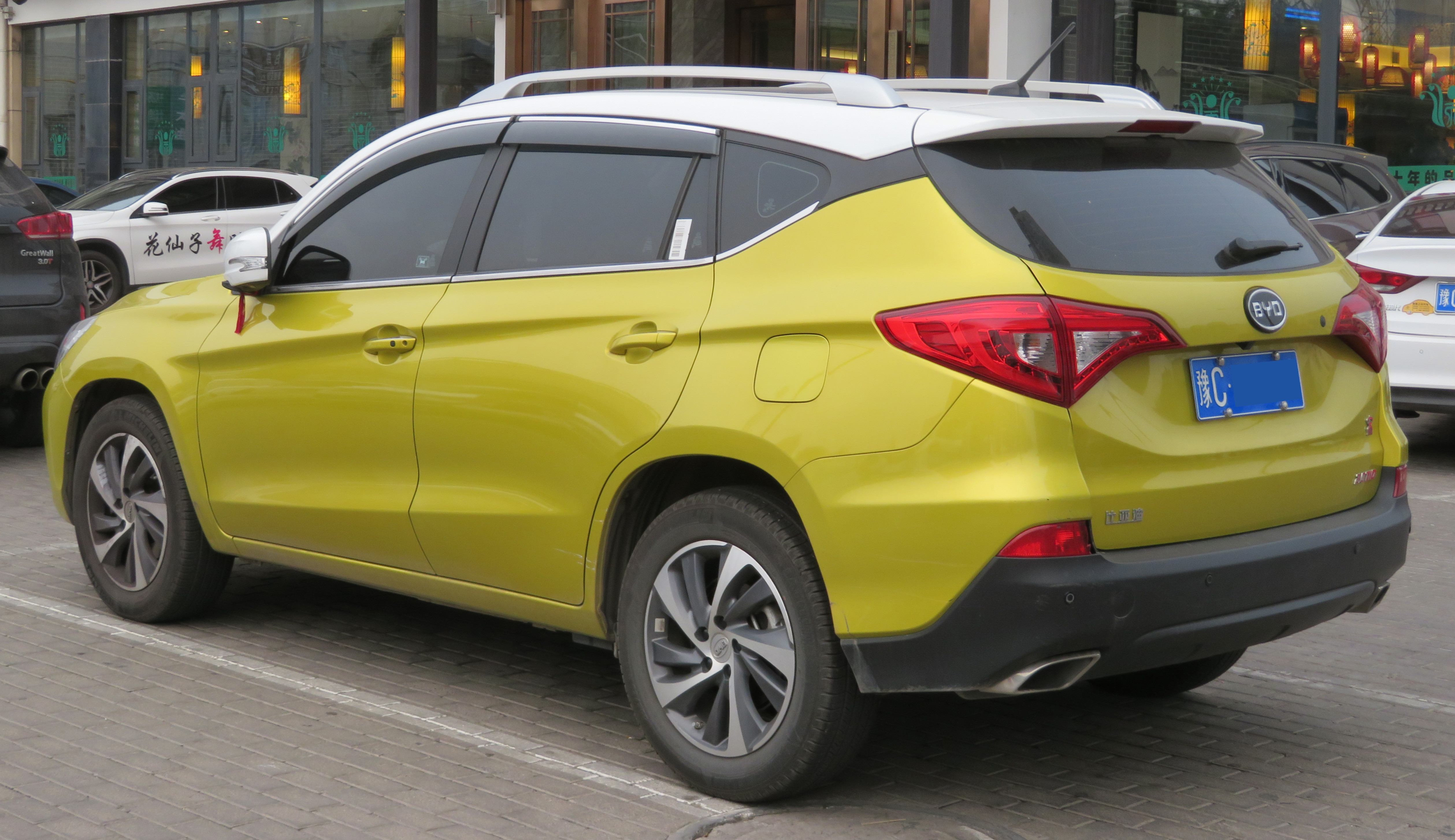
Visão traseira do BYD S3

### BYD Song
Em abril de 2015, o BYD Song estreou no Shanghai Auto Show, sendo lançado em outubro de 2015. Dois propulsores foram oferecidos no lançamento. Um motor turbo a gasolina de 1.5 litro capaz de produzir 154 hp (115 kW; 156 PS) e 240 N⋅m de torque e outro de 2.0 litros capaz de produzir 205 hp (153 kW; 208 PS) e 320 N⋅m de torque. Originalmente chamado de BYD S3, a marca mais tarde mudou o nome do crossover para simplesmente Song.

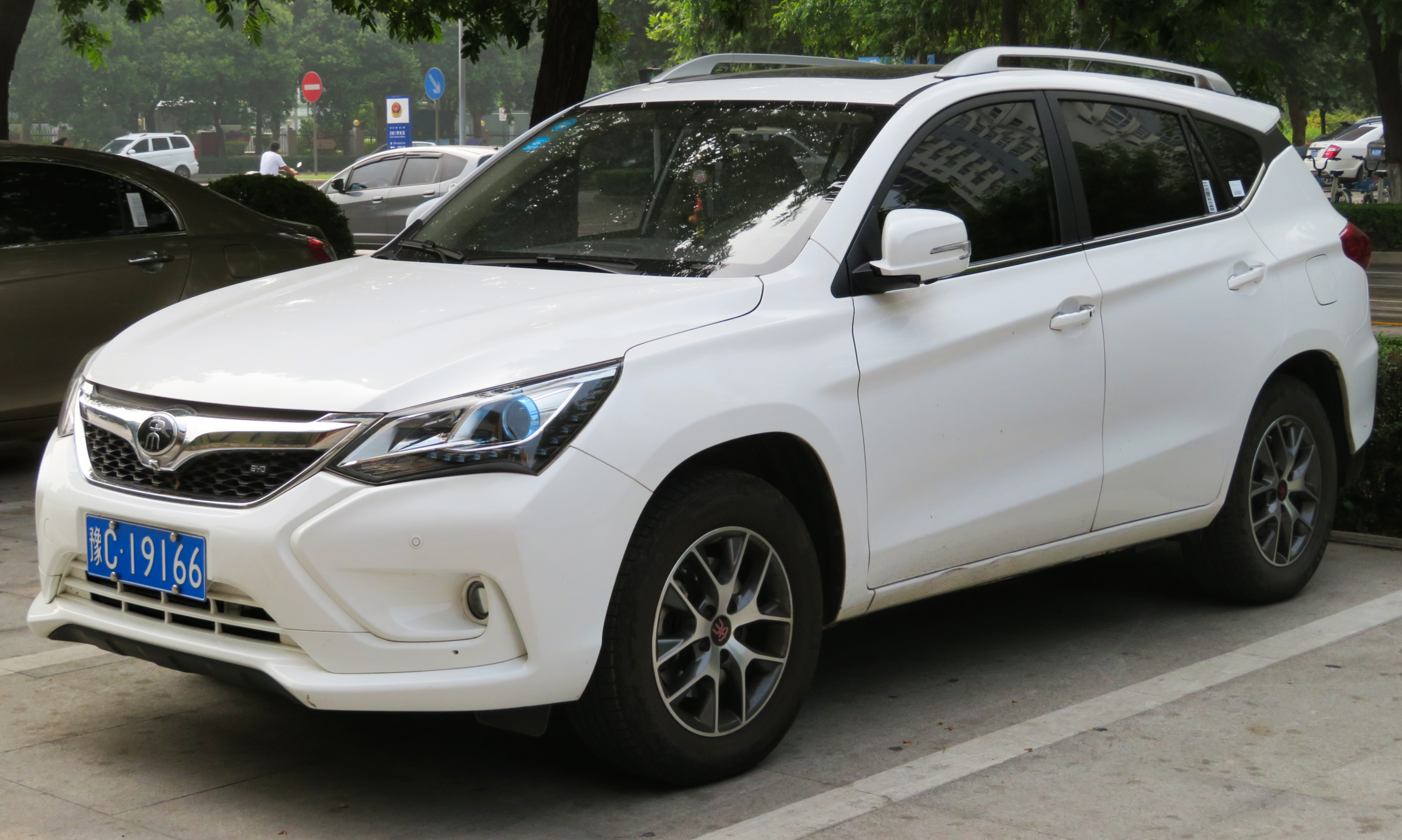
Visão frontal do BYD Song, pré-facelift
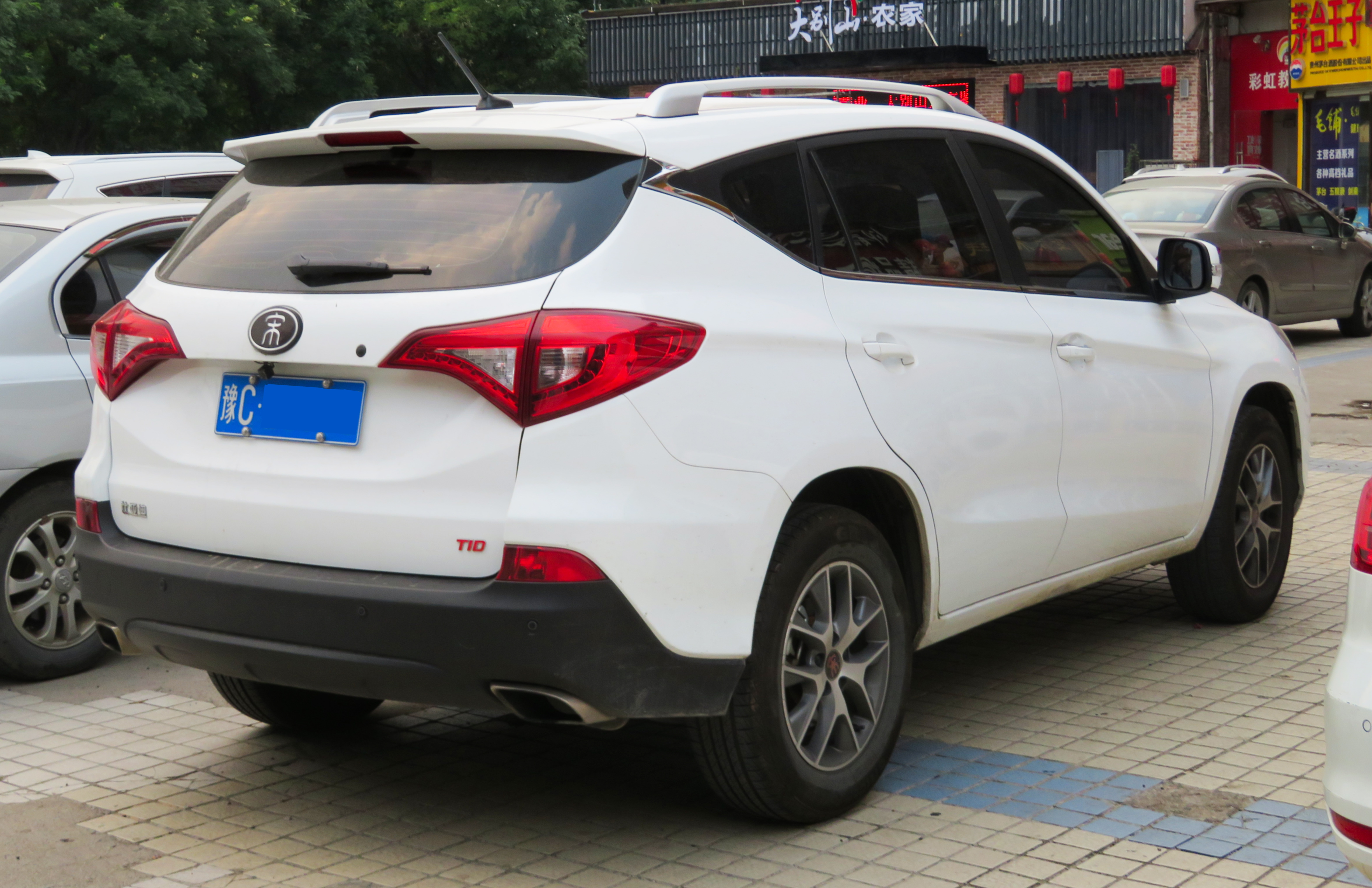
Visão traseira do BYD Song, pré-facelift

### Facelift (2018)
Um facelift foi feito em 2018 com o novo "rosto de dragão" e lanternas traseiras conectadas. Apesar de ter sido comercializado como uma "nova geração", o modelo 2018 compartilhava a mesma carroceria dos modelos anteriores.

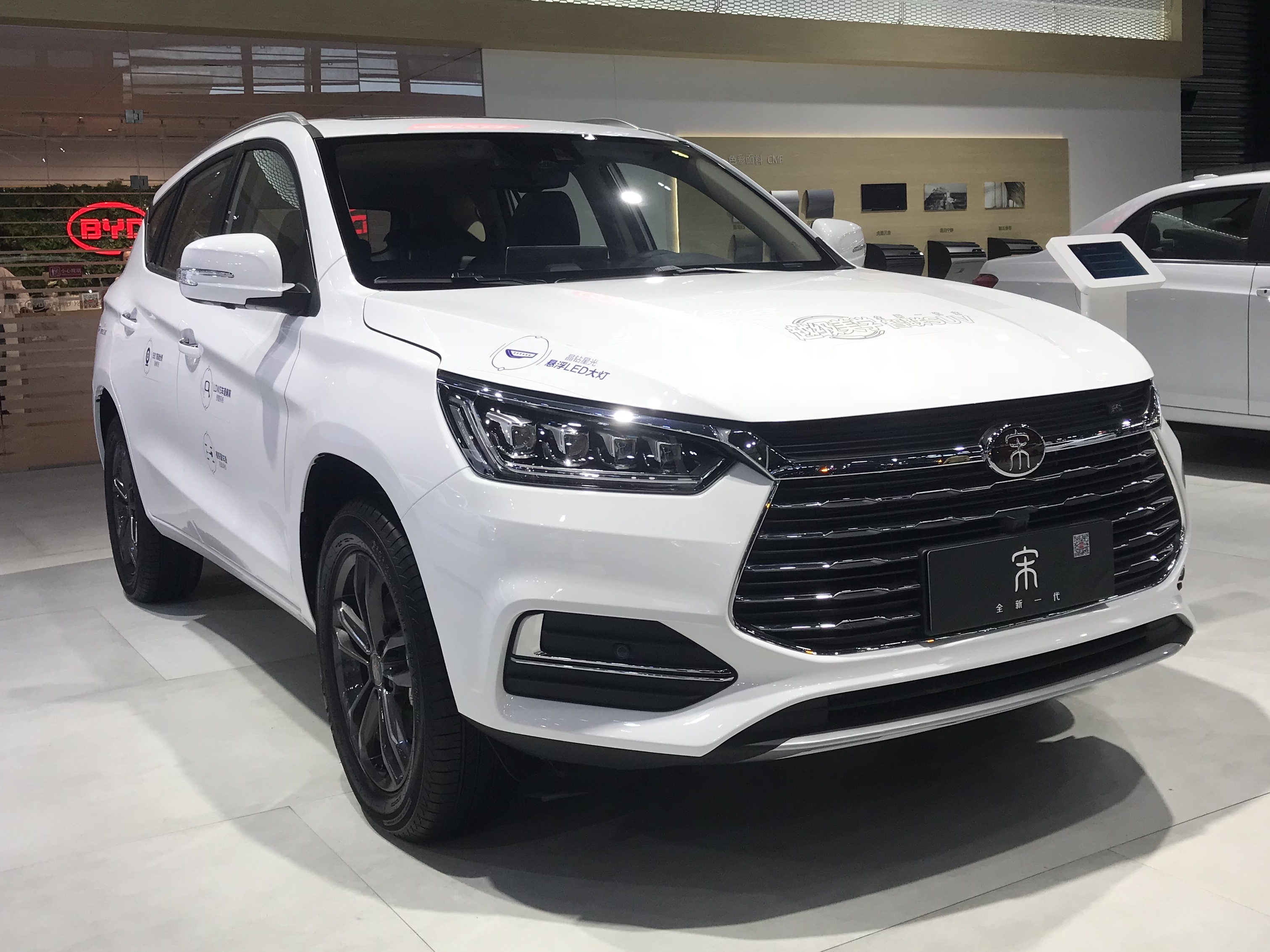
Visão frontal do BYD Song, pós-facelift
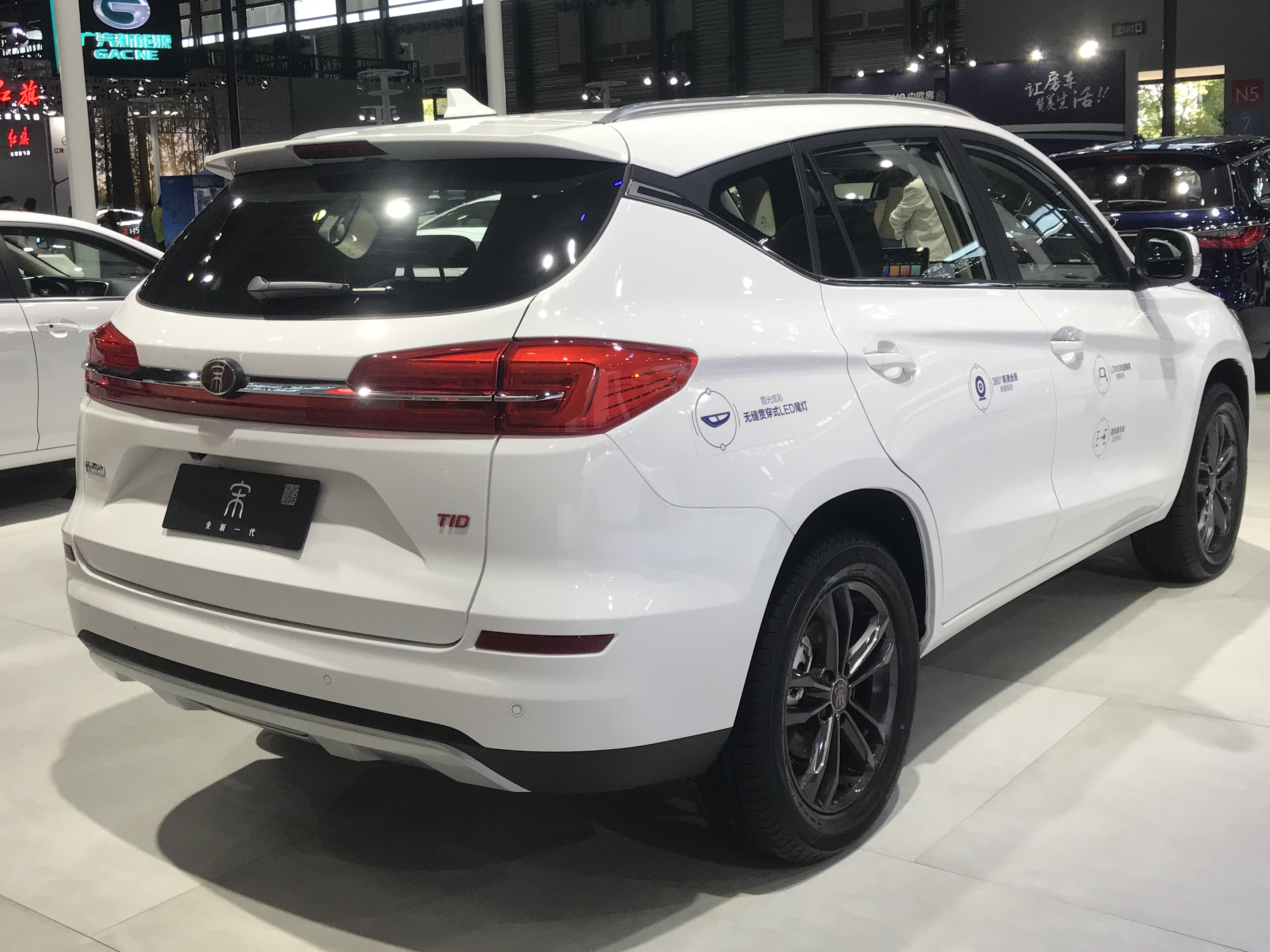
Visão traseira do BYD Song, pós-facelift

### Song DM (dual-mode)
Assim como o médio F3DM e o protótipo F6DM, a BYD lançou o Song DM PHEV em abril de 2017. O Song DM é quase idêntico ao Song regular, exceto pelo emblema. O Song DM pode funcionar nos modos HEV e EV com o motor 1.5 turbo e dois motores elétricos oferece um alcance de até 80 km (50 mi). O modelo plug-in produz até 333 kW (453 PS; 447 hp) e um torque de 740 N⋅m no modo HEV, alcançando 0–100 km/h em 4,9 segundos. A eficiência de combustível é de 1.4 L/100 km (170 mpg‑US; 71 km/L) . 

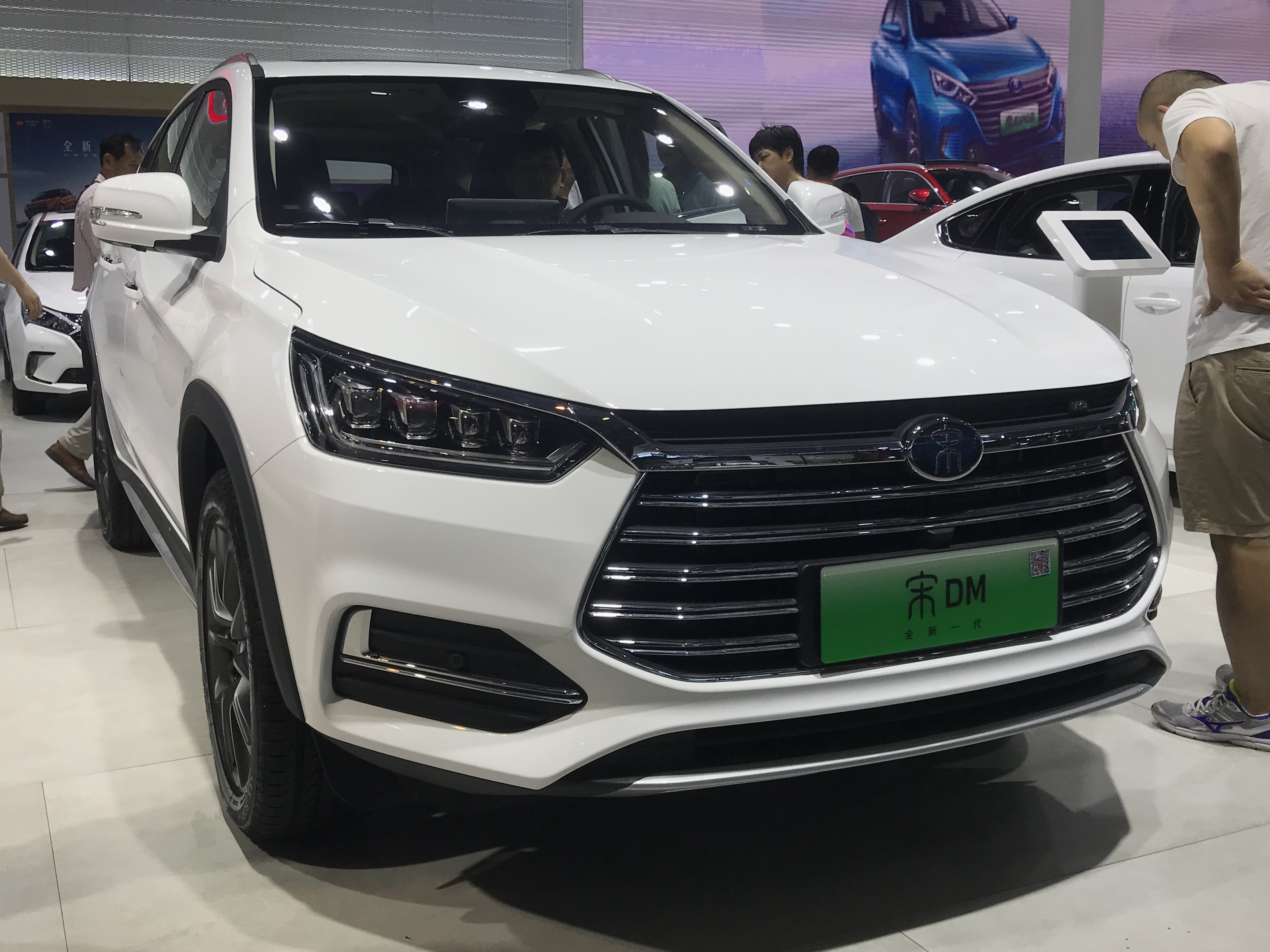
Visão frontal do BYD Song DM, pós-facelift
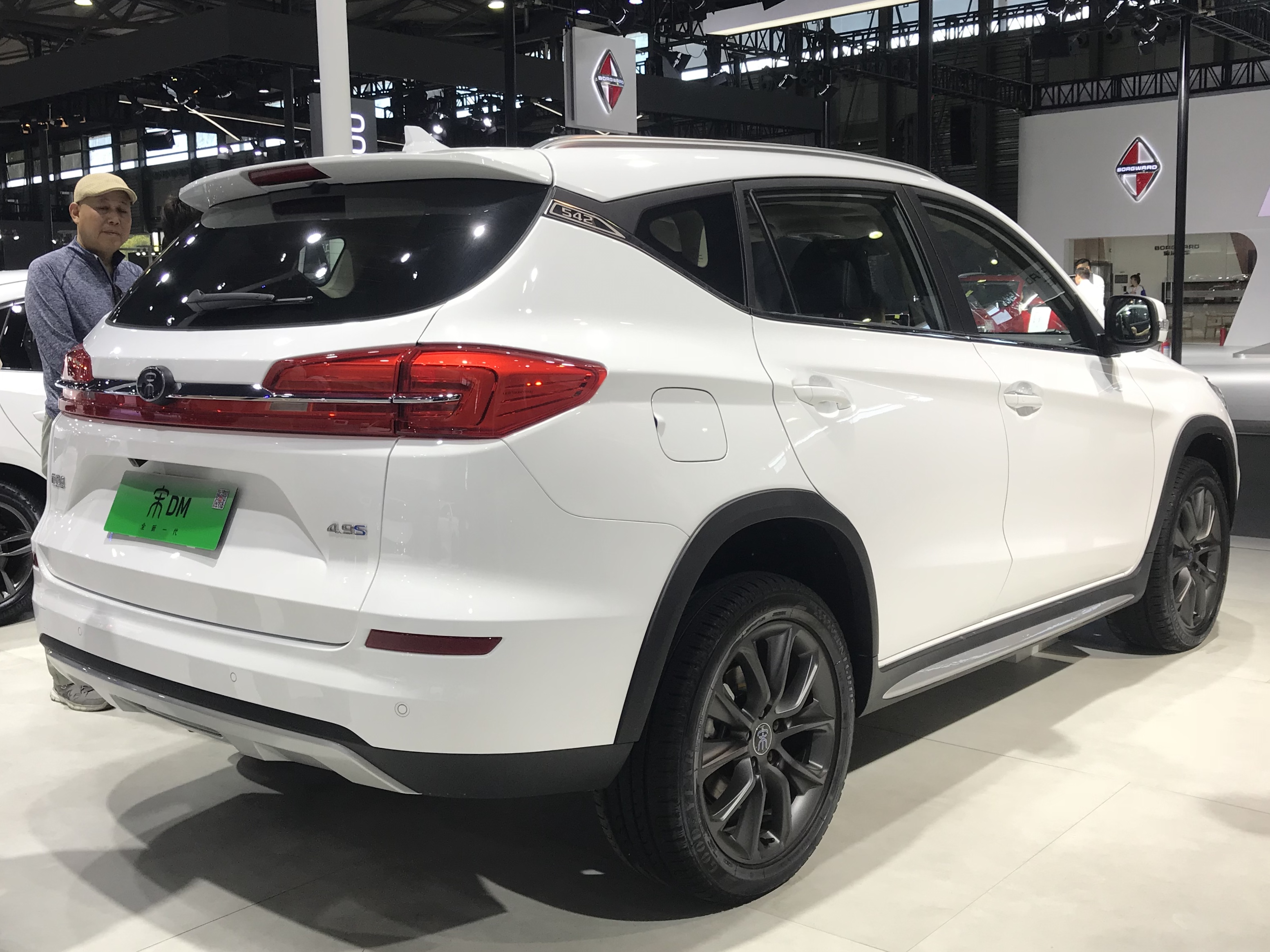
Visão traseira do BYD Song DM, pós-facelift

### Song EV300 e EV400
O Song EV300 e o Song EV400 são versões elétricas do BYD Song baseadas no BYD Song regular movido a gasolina, e ambos usam motores elétricos de 218 hp (163 kW). O Song EV300 tem um alcance NEDC de 270 km (ou 300 km a uma velocidade de 60 km/h) funcionando com uma bateria de 48 kWh, enquanto o Song EV400 funciona com baterias de 62 kWh. O EV300 é idêntico ao Song e ao Song DM, enquanto o EV400 recebeu para-choques redesenhados.

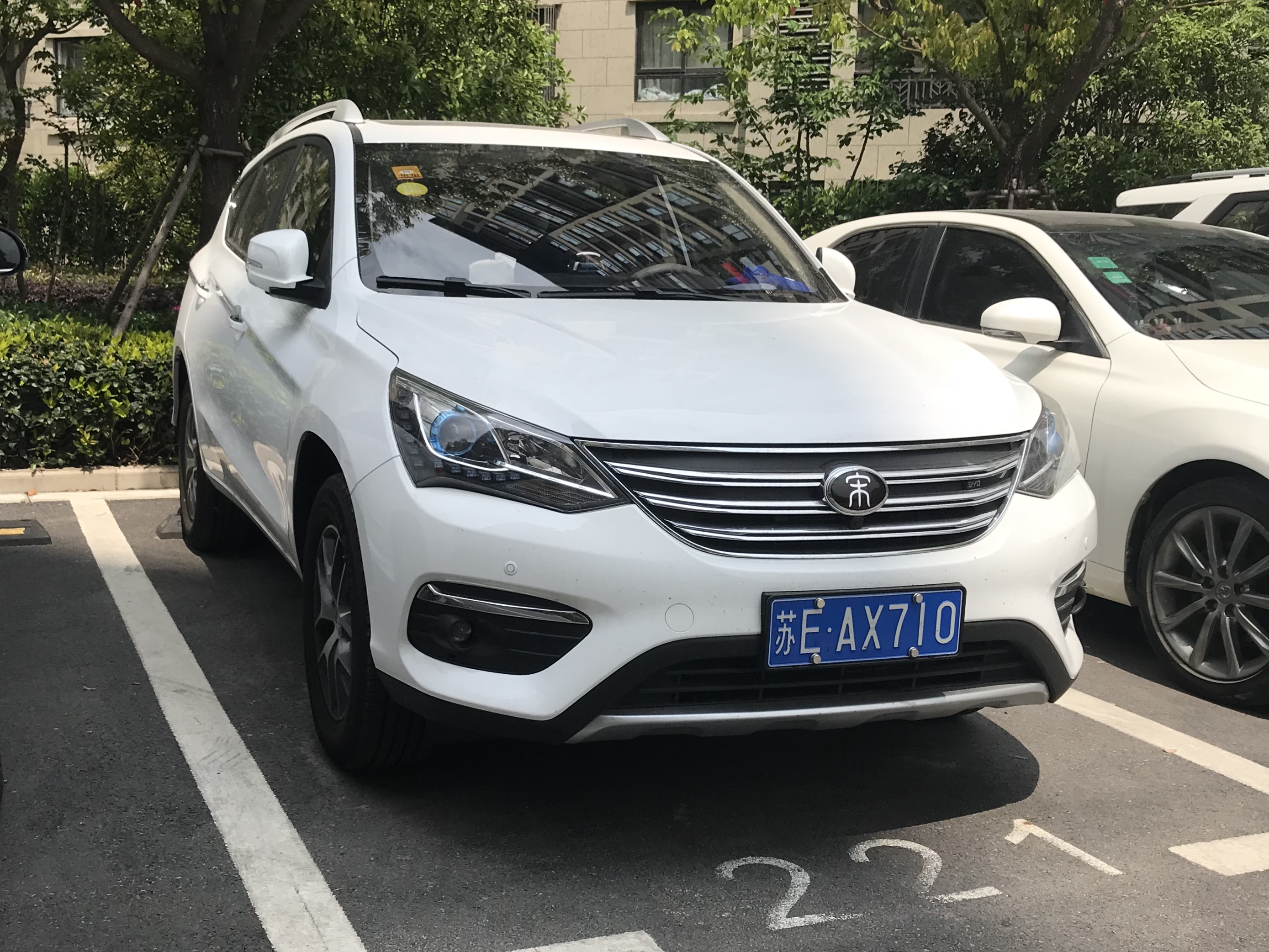
Visão frontal do BYD Song EV400
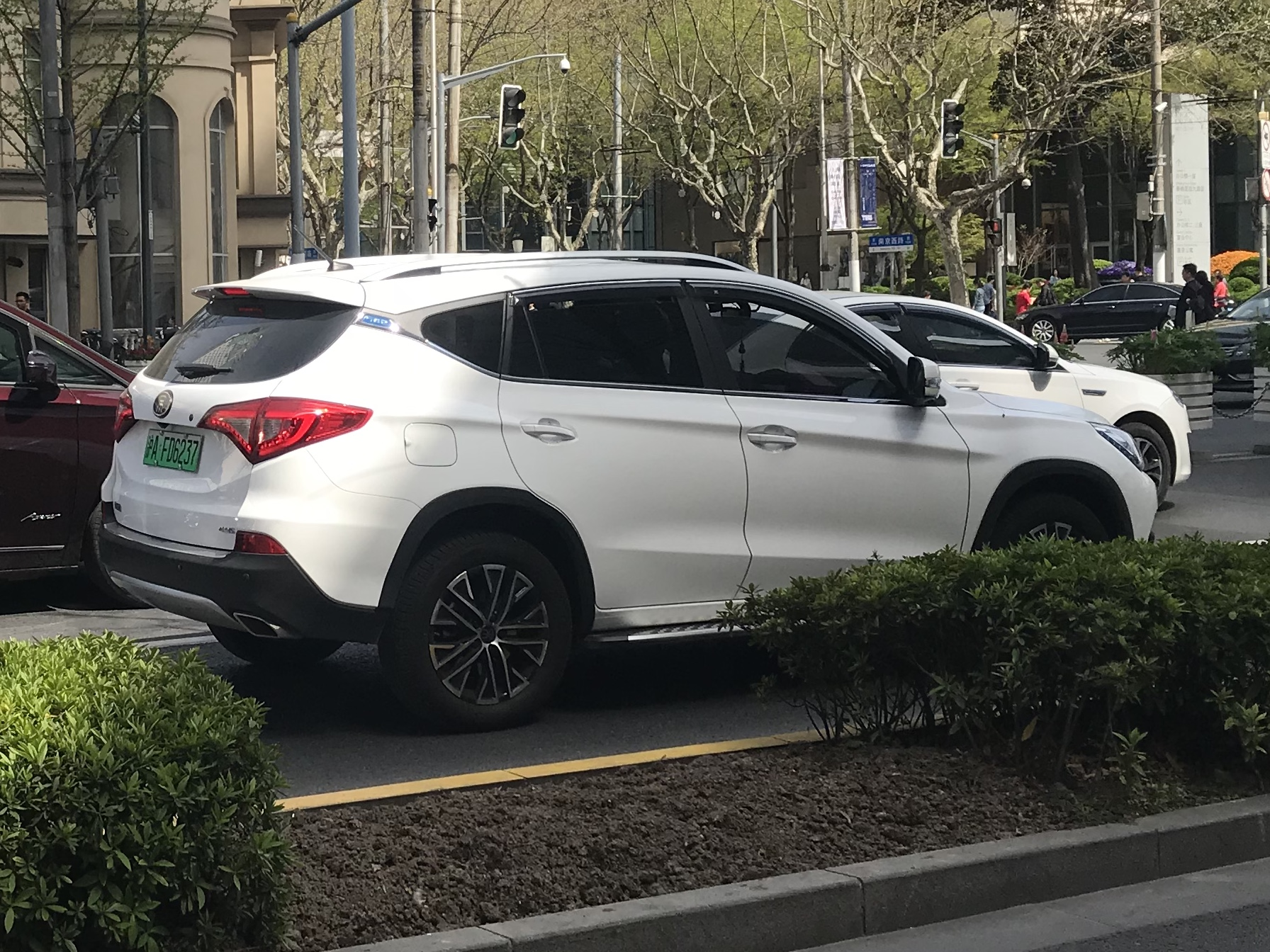
Visão traseira do BYD Song EV400

## Segunda geração (Song Pro; 2019–presente)
No início de 2019, foi divulgada a notícia de um novo crossover com um código interno "SA2", um crossover chinês do "segmento A +" (ligeiramente maior que os carros médios internacionais do segmento C) apresentando a segunda geração da linguagem de design "Dragon Face 2.0".

### Song Pro
A versão a gasolina Song Pro é alimentada pelo mesmo motor turbo de 1.5 litro produzindo 113 kW (154 PS; 152 hp).

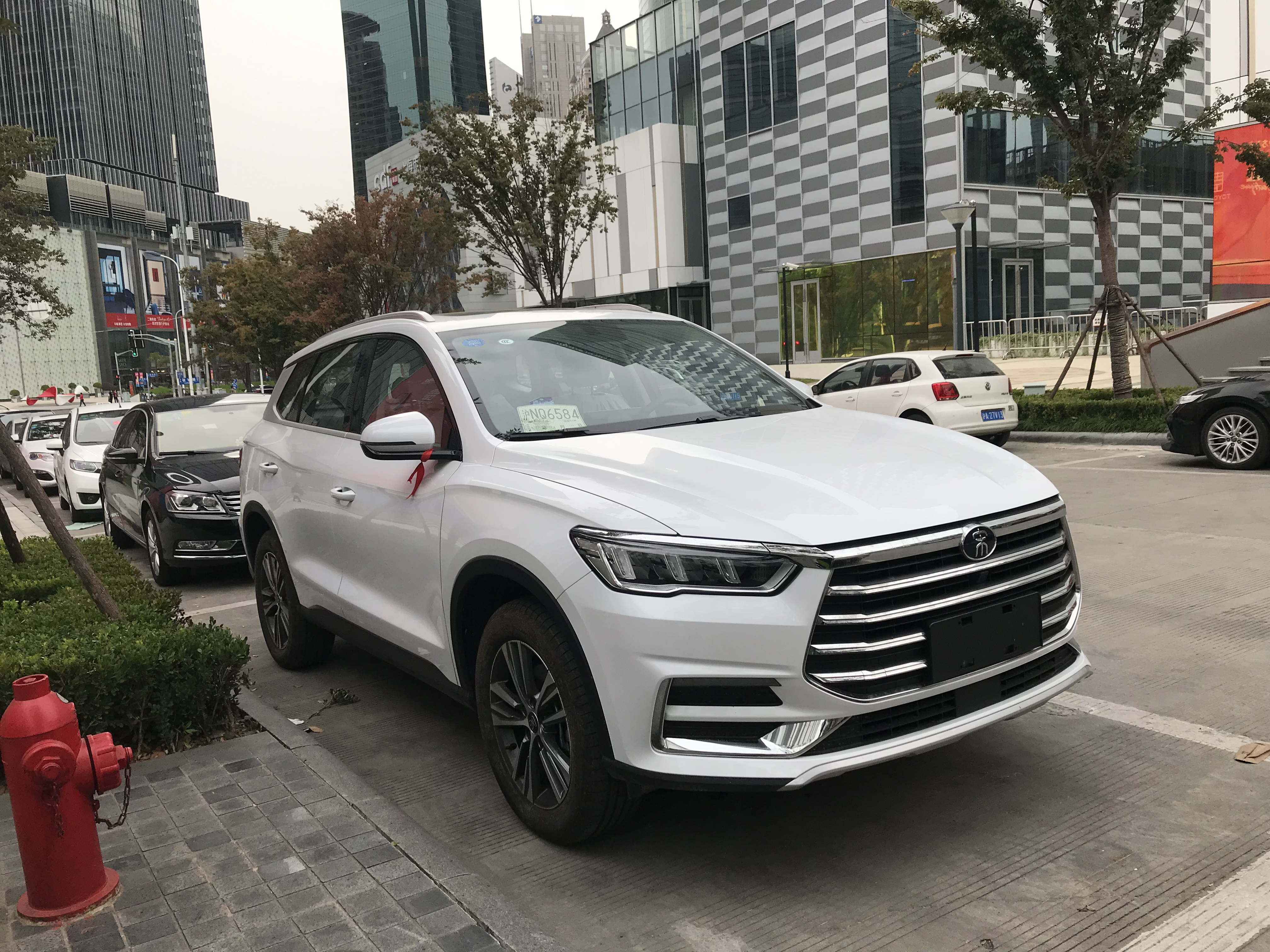
Visão frontal do BYD Song Pro
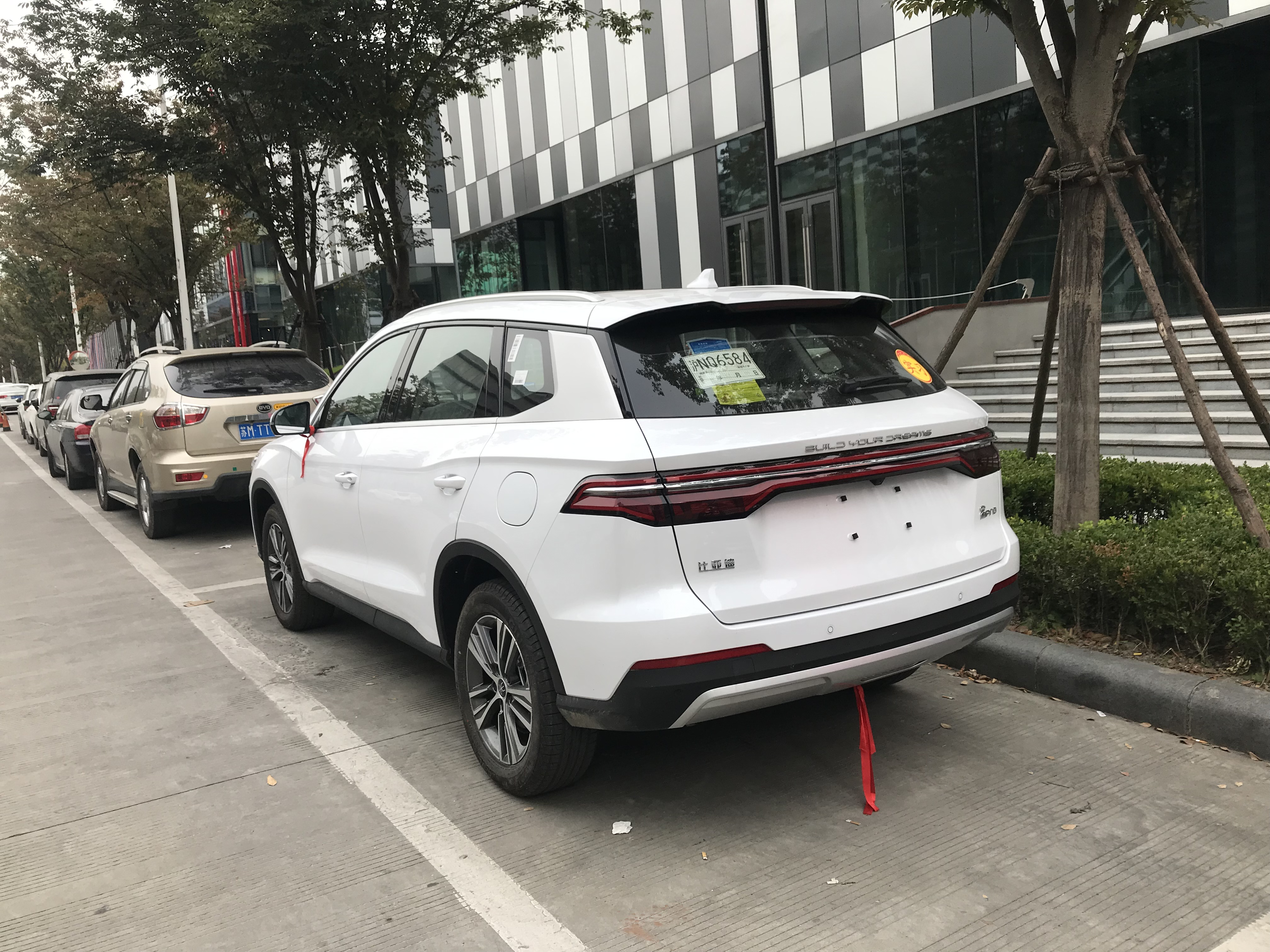
Visão traseira do BYD Song Pro

### Song Pro EV
A versão elétrica do BYD Song tem uma potência combinada de 135 kW (184 PS; 181 hp).

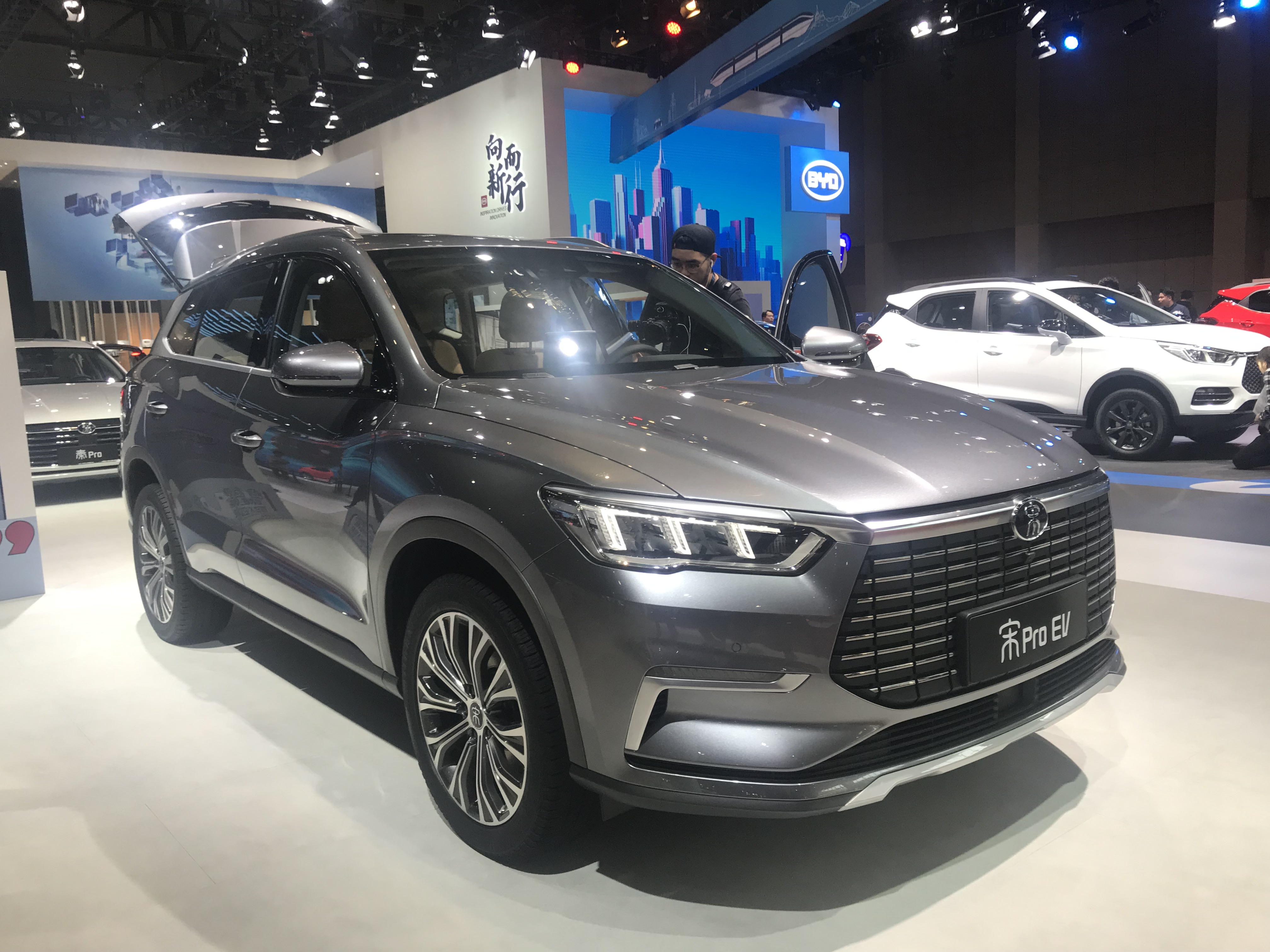
Visão frontal do BYD Song Pro EV
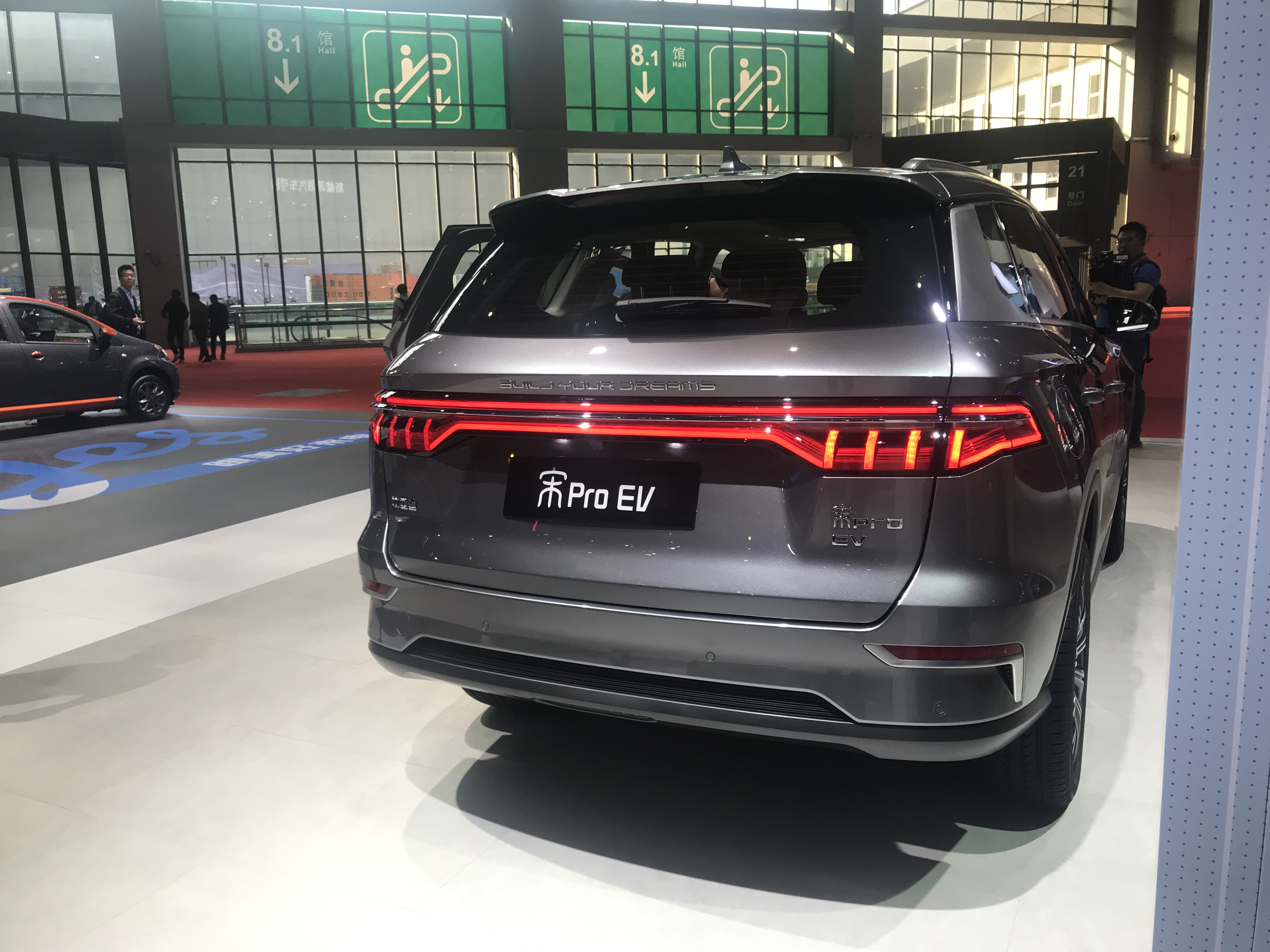
Visão traseira do BYD Song Pro EV

### Song Pro DM
A versão PHEV era movida pelo mesmo motor turbo de 1.5 litro da versão a gasolina, produzindo 118 kW (160 PS; 158 hp) com um consumo de combustível de 1.4 L/100 km (170 mpg‑US; 71 km/L).

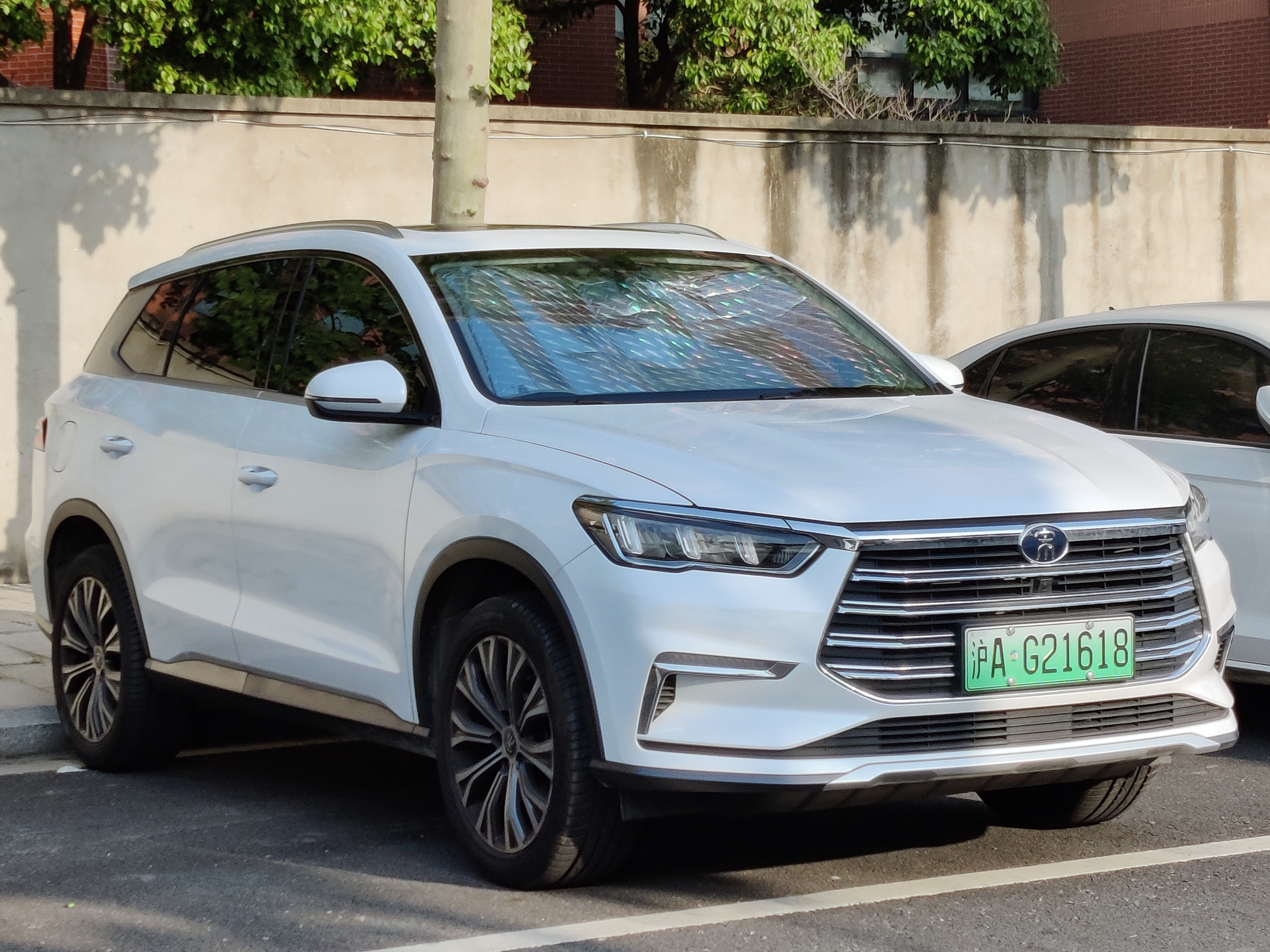
Visão frontal do BYD Song Pro DM
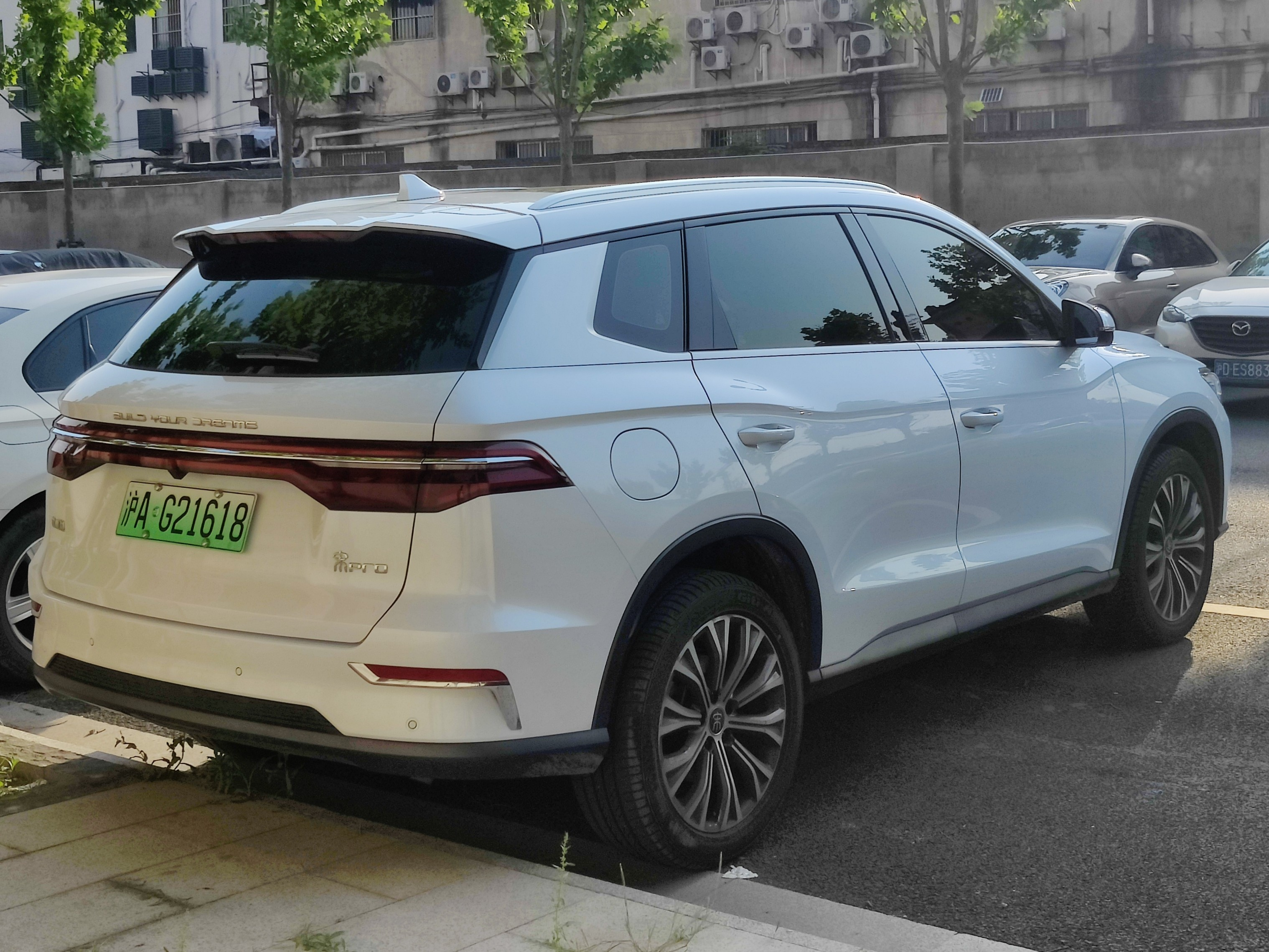
Visão traseira do BYD Song Pro DM

### Song Pro DM-i
O Song Pro recebeu um facelift e foi atualizado com o propulsor DM-i para o modelo 2022, sendo o único modelo Song Pro ainda à venda. O Song Pro DM-i é alimentado por um motor híbrido plug-in de 1.5 litro conectado ao sistema EHS produzindo 173 kW, alcançando 0–100 km/h em 7,9 segundos.
 

Em 2023, o Song Pro DM-i recebeu outro grande facelift, atualizando o estilo da frente e da traseira do veículo.

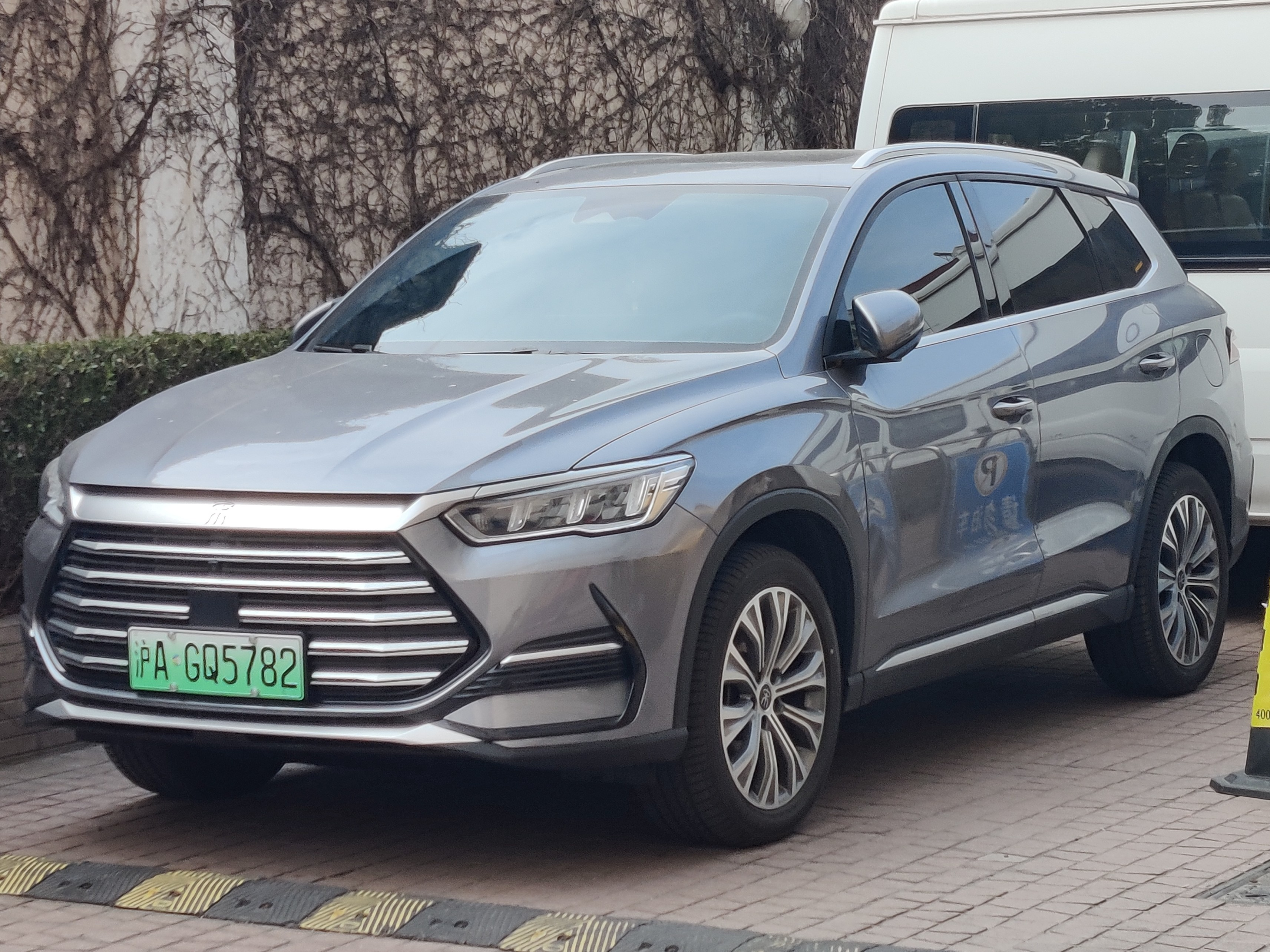
Visão frontal do BYD Song Pro DM-i
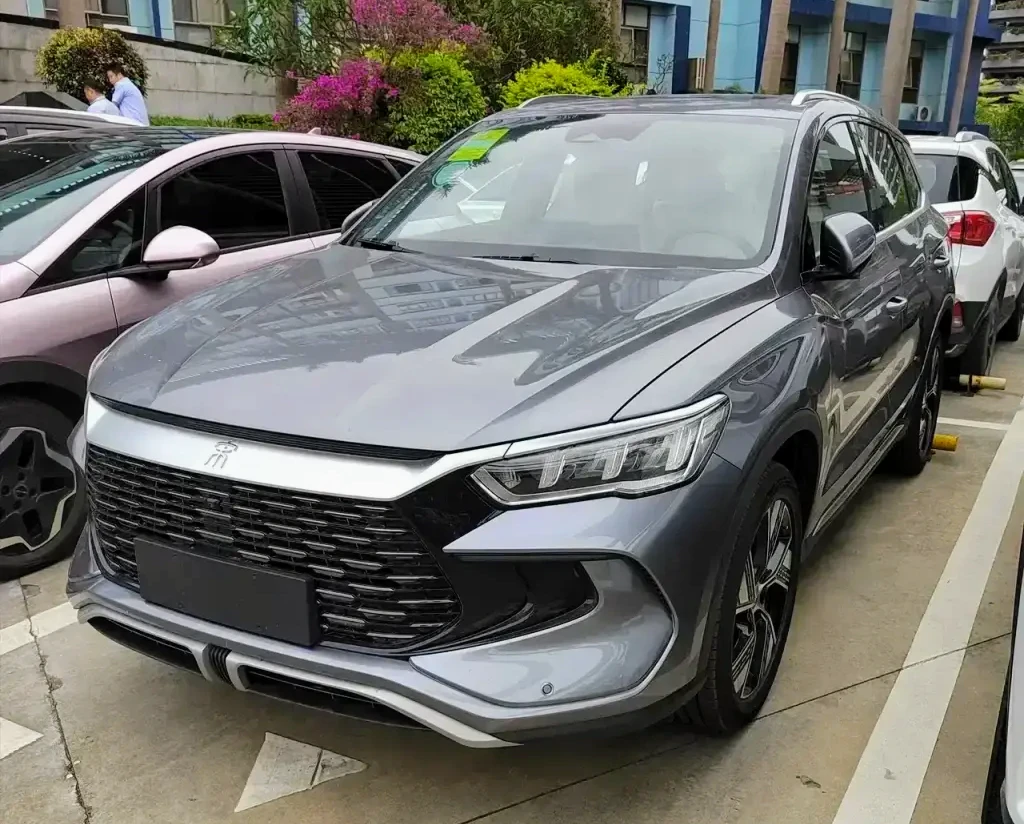
Visão frontal do BYD Song Pro DM-i (2023)
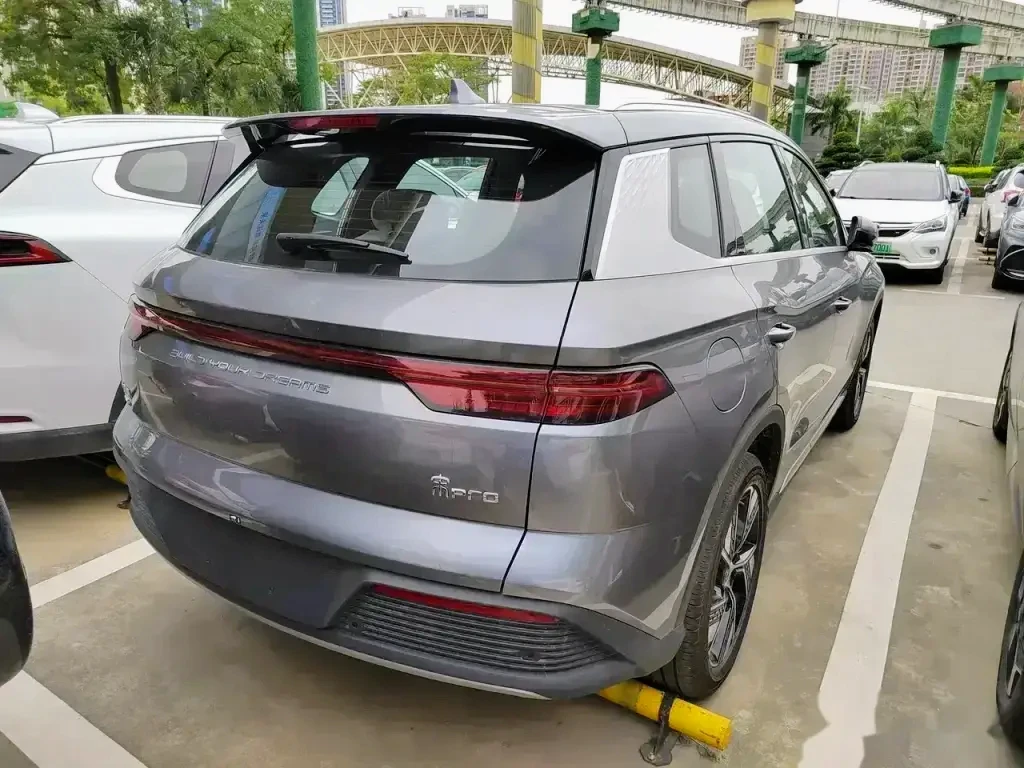
Visão traseira do BYD Song Pro DM-i (2023)

## Song Plus (2020–)
Em setembro de 2020, a BYD lançou o SUV crossover BYD Song Plus. Comparado com o Song Pro, o modelo é mais longo, mais largo e mais baixo, se posicionado como um modelo mais "sofisticado". O veículo foi inicialmente oferecido apenas com motor de combustão interna e mais tarde em versão totalmente elétrica.

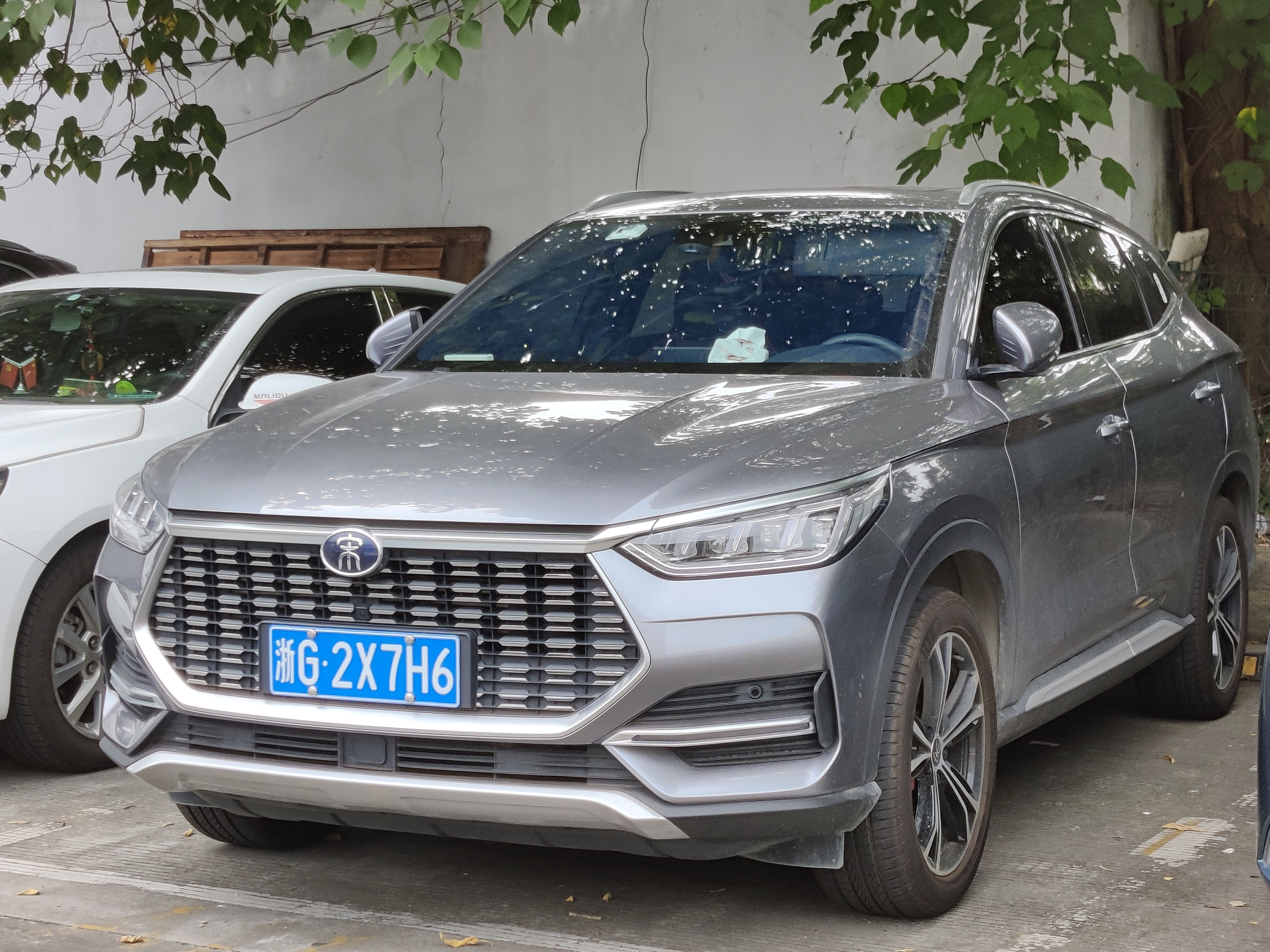
Visão frontal do BYD Song Plus
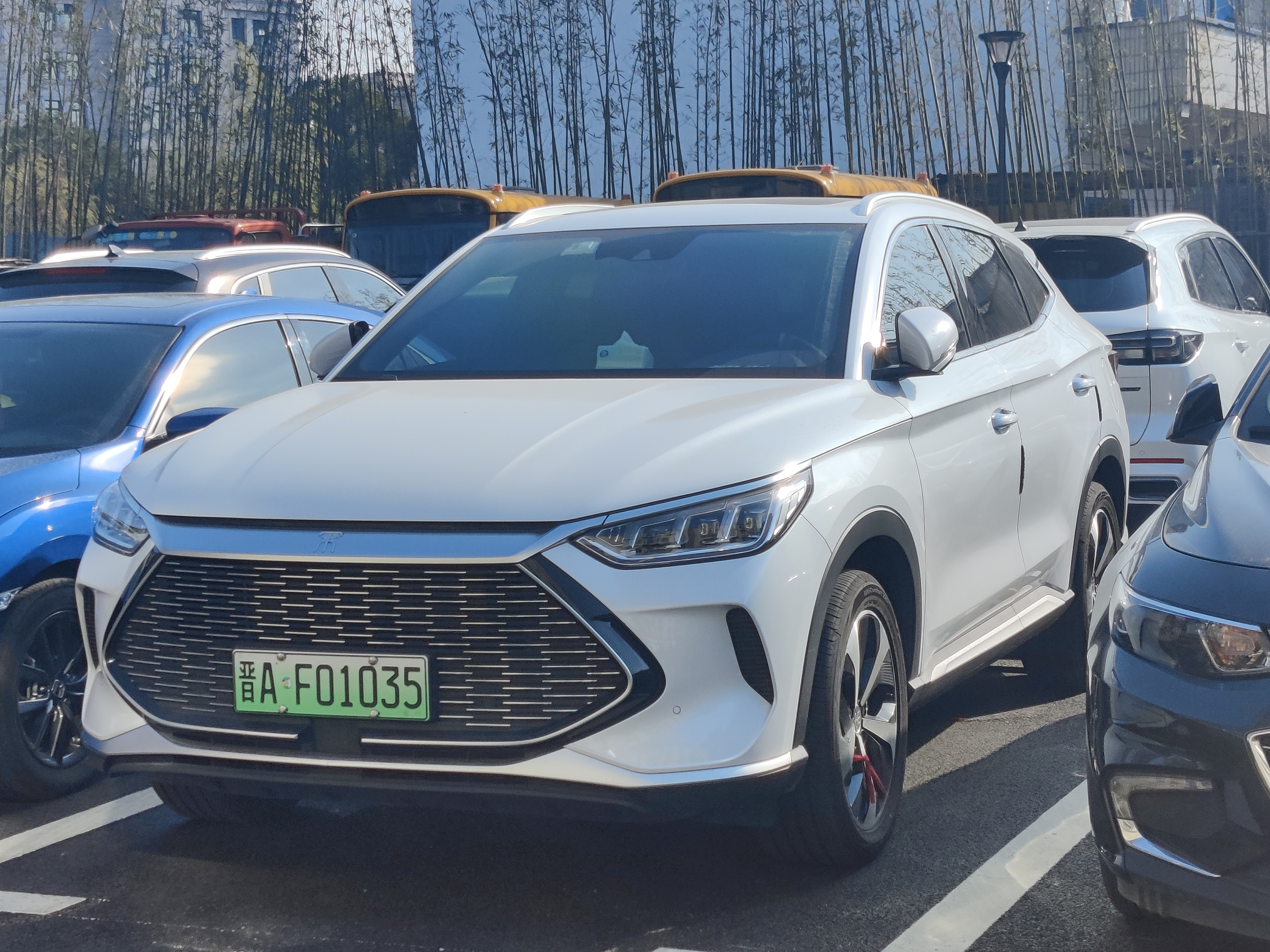
Visão frontal do BYD Song Plus DM-i

A variante elétrica é equipada com bateria Blade baseada em LFP, assim como o sedã elétrico Han. Seu estilo frontal, diferente da variante ICE, também se assemelha ao Han.

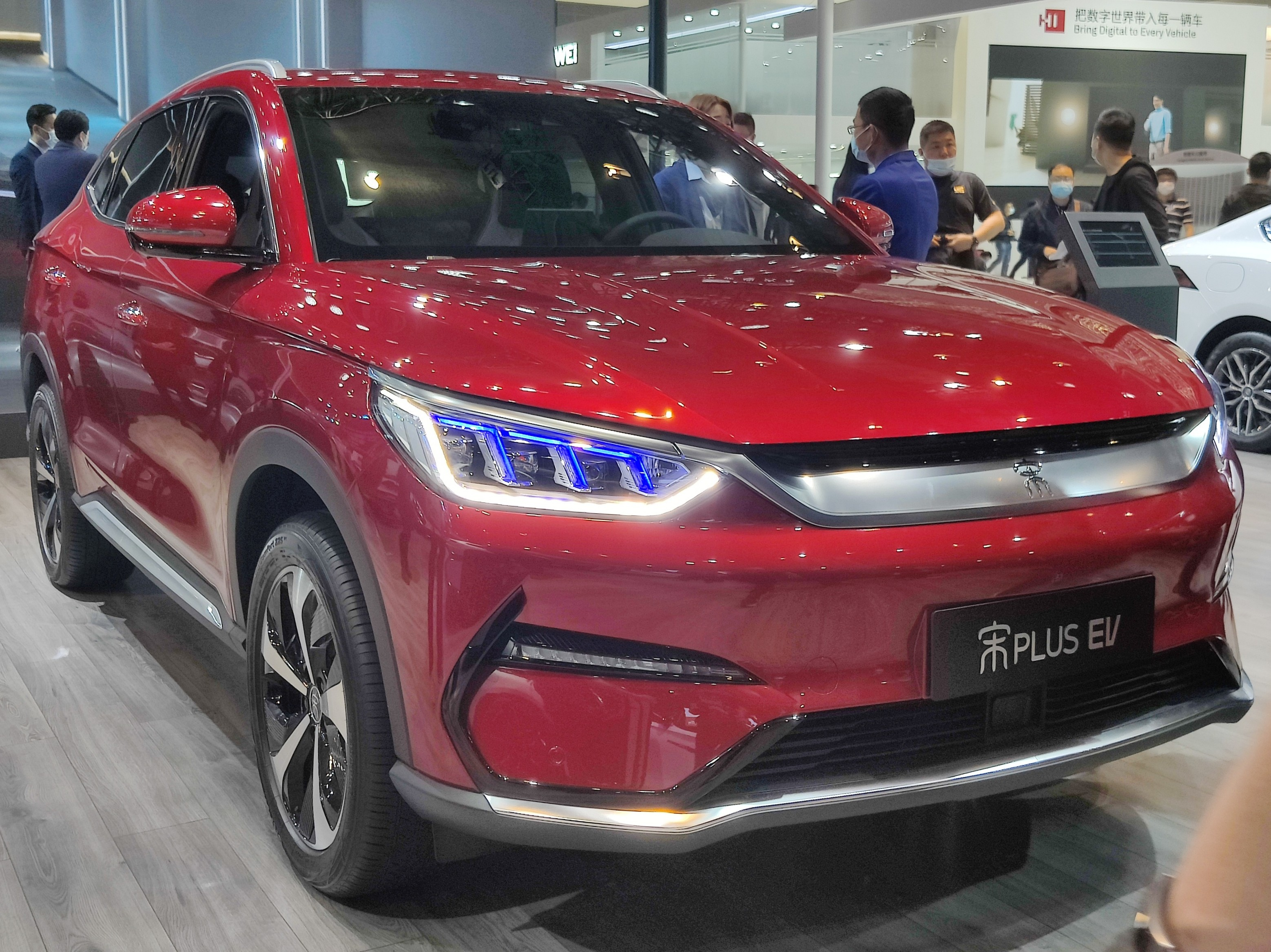
Visão frontal do BYD Song Plus EV
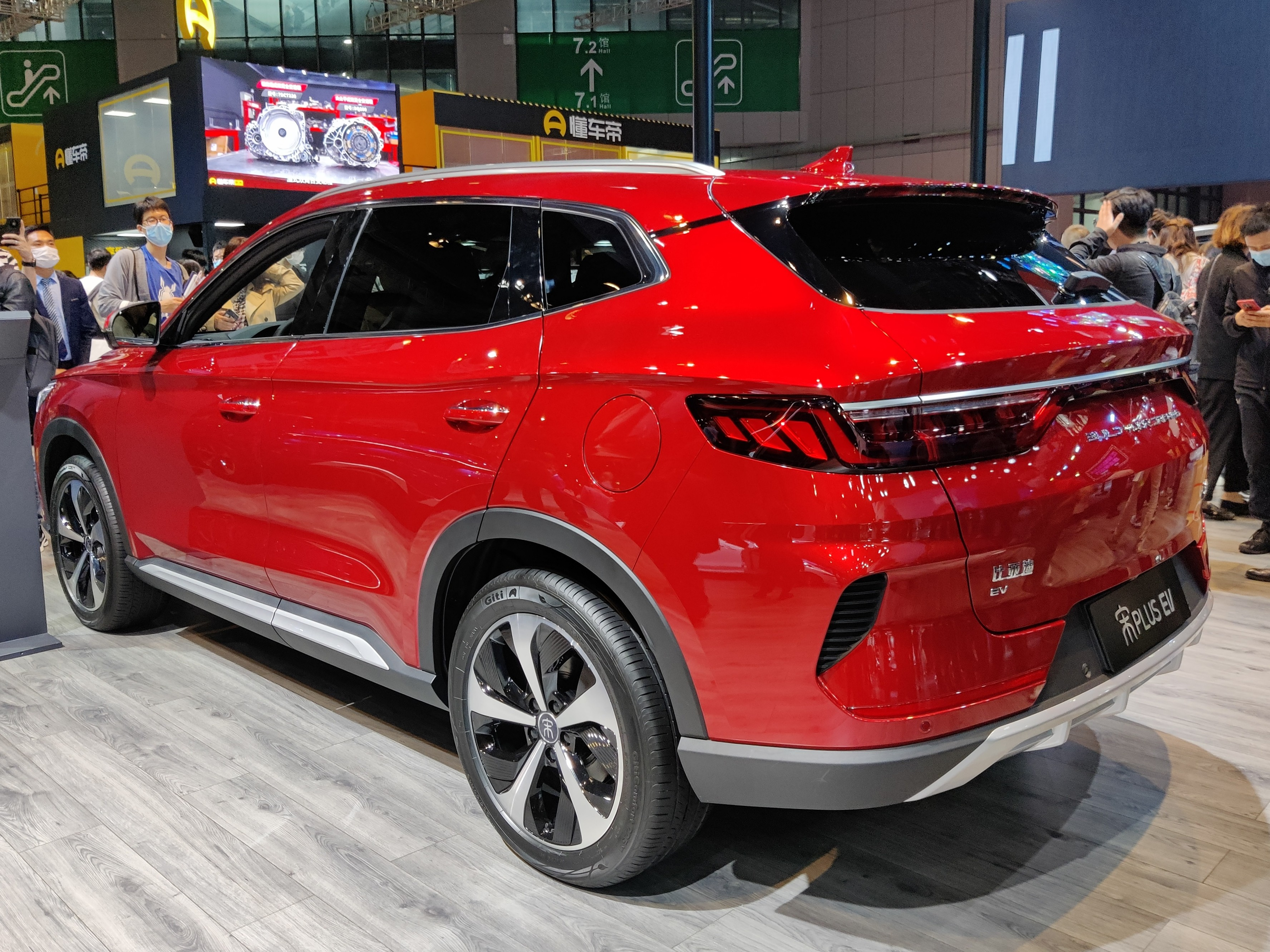
Visão traseira do BYD Song Plus EV